# Organizzazione Saefkow-Jacob-Bästlein
L'Organizzazione Saefkow-Jacob-Bästlein fu un movimento di resistenza tedesco clandestino che operò durante la seconda guerra mondiale contro il regime nazista. Tra le sue attività pubblicò la rivista illegale Die Innere Front.
Negli anni '40, il Partito Comunista di Germania, con il sostegno dell'Unione Sovietica, cercò di sviluppare in clandestinità una "leadership operativa". Particolarmente attivo nel biennio 1943-1944, fu uno dei maggiori gruppi della resistenza tedesca attivi contro lo Stato nazionalsocialista. Il suo fulcro era a Berlino, molti dei suoi membri furono arrestati dalla Gestapo nel 1944 e successivamente uccisi.

## Organizzazione e obiettivi

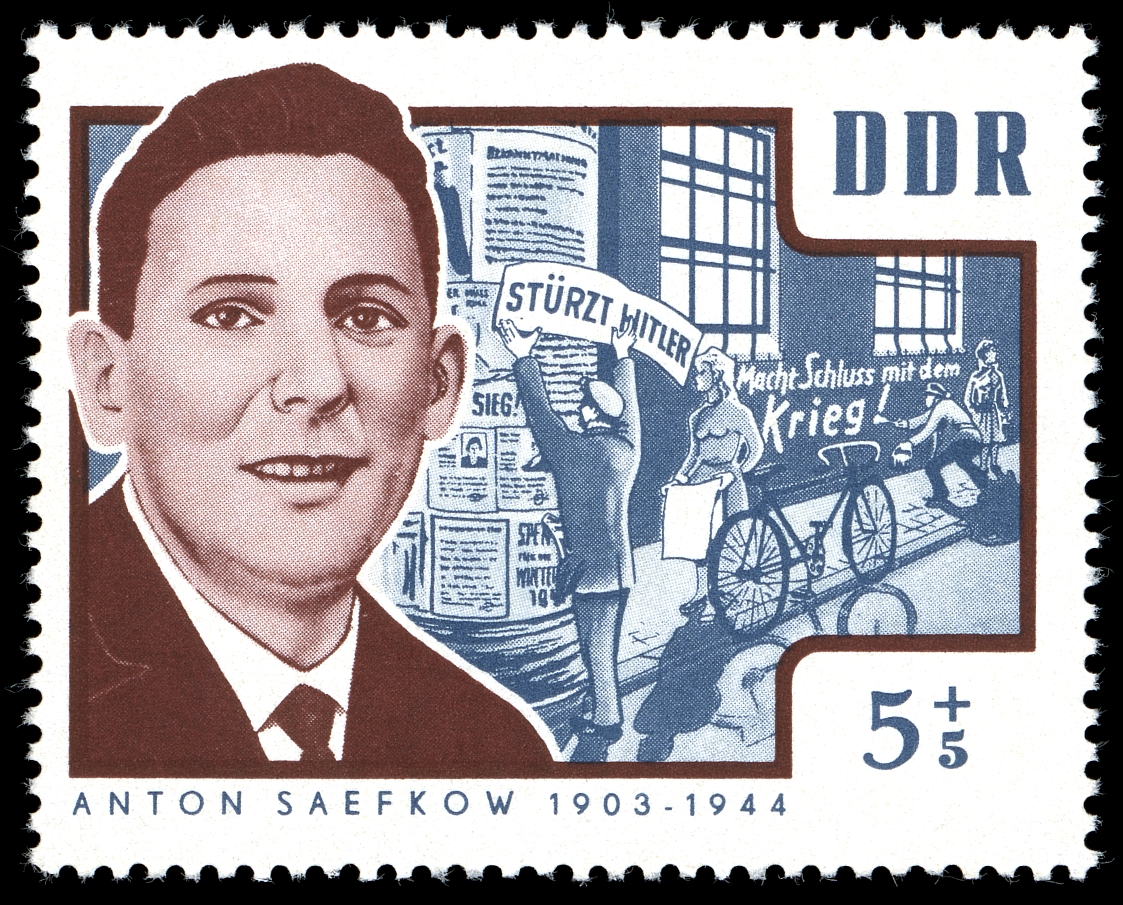
Anton Saefkow in un francobollo della DDR del 1964.

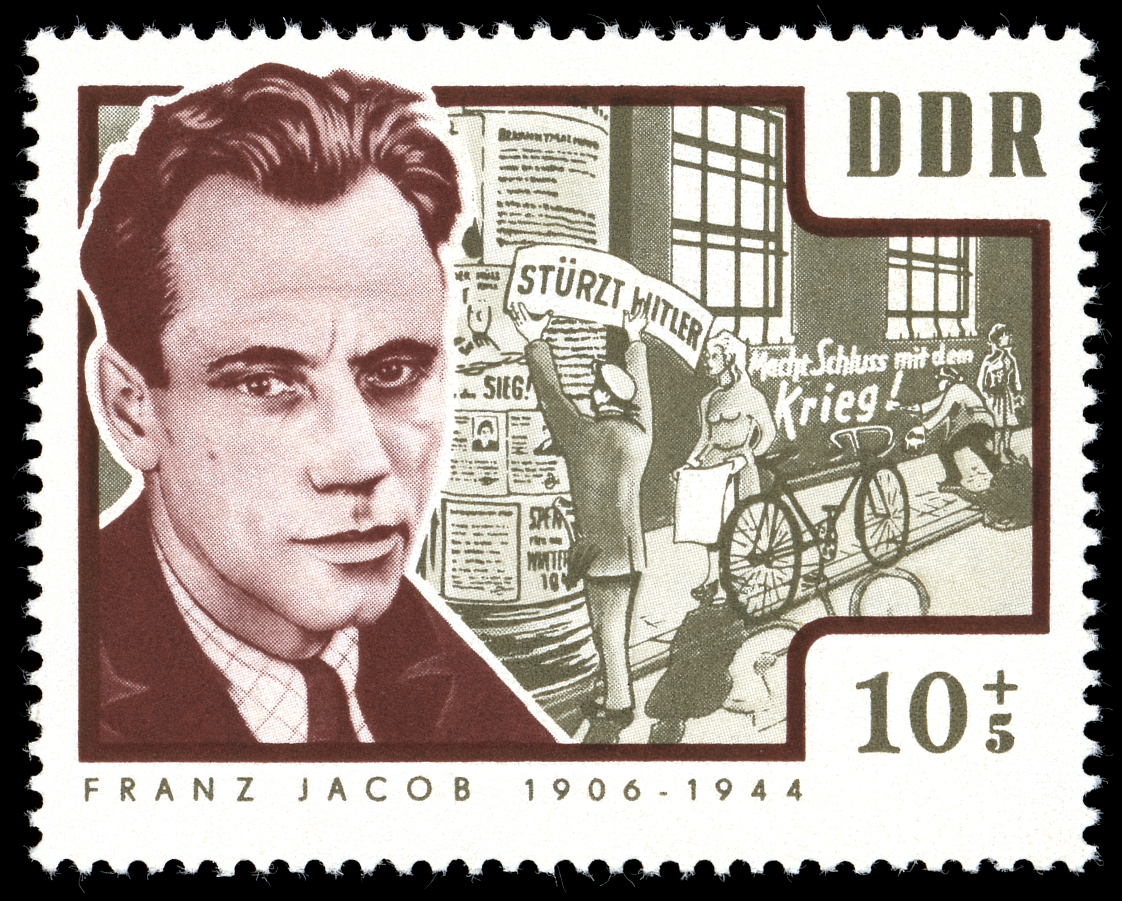
Franz Jacob in un francobollo della DDR del 1964.

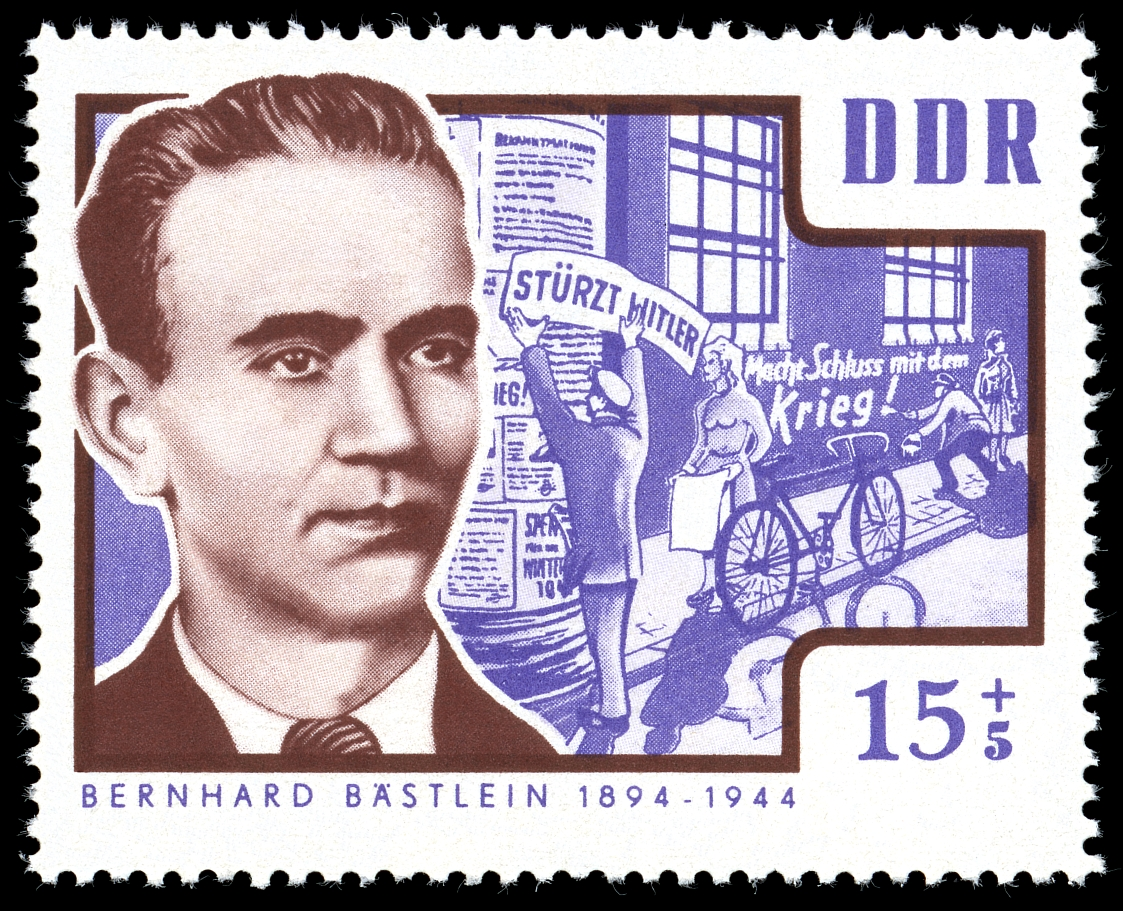
Bernhard Bästlein in un francobollo della DDR del 1964.

Nel 1939, Anton Saefkow, funzionario del Partito Comunista, fu prima arrestato e poi rilasciato. Dopo l'arresto dei membri del gruppo facente capo a Robert Uhrig nel febbraio 1942 e del gruppo nato intorno a Wilhelm Guddorf e John Sieg nell'autunno 1942, Saefkow e Franz Jacob fuggirono da Amburgo a Berlino e iniziarono a costruire una nuova rete nelle fabbriche di Berlino.
Un raid aereo sulla prigione di Plötzensee permise a Bernhard Bästlein di fuggire nel gennaio 1944. Incontrò casualmente Jacob e si unì a loro per formare l'Organizzazione Saefkow-Jacob-Bästlein. Si trattò di uno dei più numerosi gruppi di resistenza in Germania, concentrato sulla diffusione delle informazioni ottenute dai giornali stranieri e dalle trasmissioni radiofoniche da Mosca.
Organizzarono anche il Bewegung Freies Deutschland (Movimento per la Germania Libera) per lavorare con le persone nelle fabbriche, nelle unità militari, nei partiti di opposizione e altri, arrivando a contare diverse centinaia di persone. Nella sua pubblicazione Am Beginn der letzten Phase des Krieges, Jacob scrisse che per porre fine alla guerra e rovesciare il dittatore, i comunisti avrebbero dovuto concentrare tutte le loro forze "nello sviluppo di un ampio fronte nazionale composto da tutti i gruppi che si oppongono al fascismo".
L'obiettivo fu quello di dare alla realtà frammentata della resistenza una leadership centrale. Insieme a Bästlein e Jacob, Saefkow costituì il trio a capo dell'organizzazione, in seguito nota anche come "Direzione operativa del Partito Comunista in Germania". Vi erano forti legami con altri gruppi di resistenza in molte delle più grandi città tedesche, come Magdeburgo, Lipsia, Dresda e Amburgo. L'obiettivo fu di costruire un fronte unito con i circoli antifascisti dei socialdemocratici e della classe media, che avrebbe rovesciato Adolf Hitler principalmente attraverso atti di sabotaggio. I 500 membri del gruppo Saefkow-Jacob-Bästlein, comprendevano non solo operai, ma anche medici, insegnanti, ingegneri e artisti; circa un quarto dei membri erano donne. Il più grande gruppo dell'organizzazione si trovava nella Teves, un'azienda produttrice di macchine e utensili, con circa 40 membri (una percentuale molto piccola dei circa 2.400 dipendenti). Una targa in quel luogo onora ora la loro memoria.

## Tradimento e arresto
Nel 1944, in seguito a un tradimento, furono arrestati oltre 280 membri dell'organizzazione e , di questi, 104 perirono nei campi di concentramento o furono giustiziati dai nazisti.
Nell'aprile del 1944, i socialdemocratici Adolf Reichwein e Julius Leber, membri del Circolo di Kreisau, si misero in contatto con Saefkow e Jacob per far entrare la loro organizzazione comunista nella cospirazione del complotto del 20 luglio per assassinare Adolf Hitler. Ciò avvenne con la conoscenza e l'accordo di Claus von Stauffenberg: ci fu un incontro con Reichwein e Leber il 22 giugno 1944 nell'appartamento del dottor Rudolf Schmid. Jacob e Leber, che erano stati entrambi nel campo di concentramento di Sachsenhausen e avevano instaurato un buon rapporto di fiducia reciproca, si incontrarono nuovamente, separatamente. Secondo lo storico Peter Steinbach, i due sapevano che questa resistenza militare era uno sforzo senza un'ampia base di sostegno e che, in quanto leader del Partito Socialdemocratico di Germania (SPD) e del KPD, nonché dei sindacati, avevano i contatti giusti per far guadagnare a questo gruppo di resistenza un sostegno più ampio.
Il 4 luglio 1944 fu programmato un ulteriore incontro per discutere di misure concrete. Tuttavia, furono denunciati da un informatore e quando Jacob, Saefkow e Reichwein arrivarono al luogo stabilito, la Gestapo li arrestò tutti: Leber fu arrestato pochi giorni dopo; Bästlein era già stato arrestato il 30 maggio 1944. Saefkow, Jacob e Bästlein furono tutti condannati a morte dal Volksgerichtshof il 5 settembre 1944 e giustiziati il 18 settembre 1944 nella prigione di Brandeburgo-Görden.

## La situazione delle famiglie

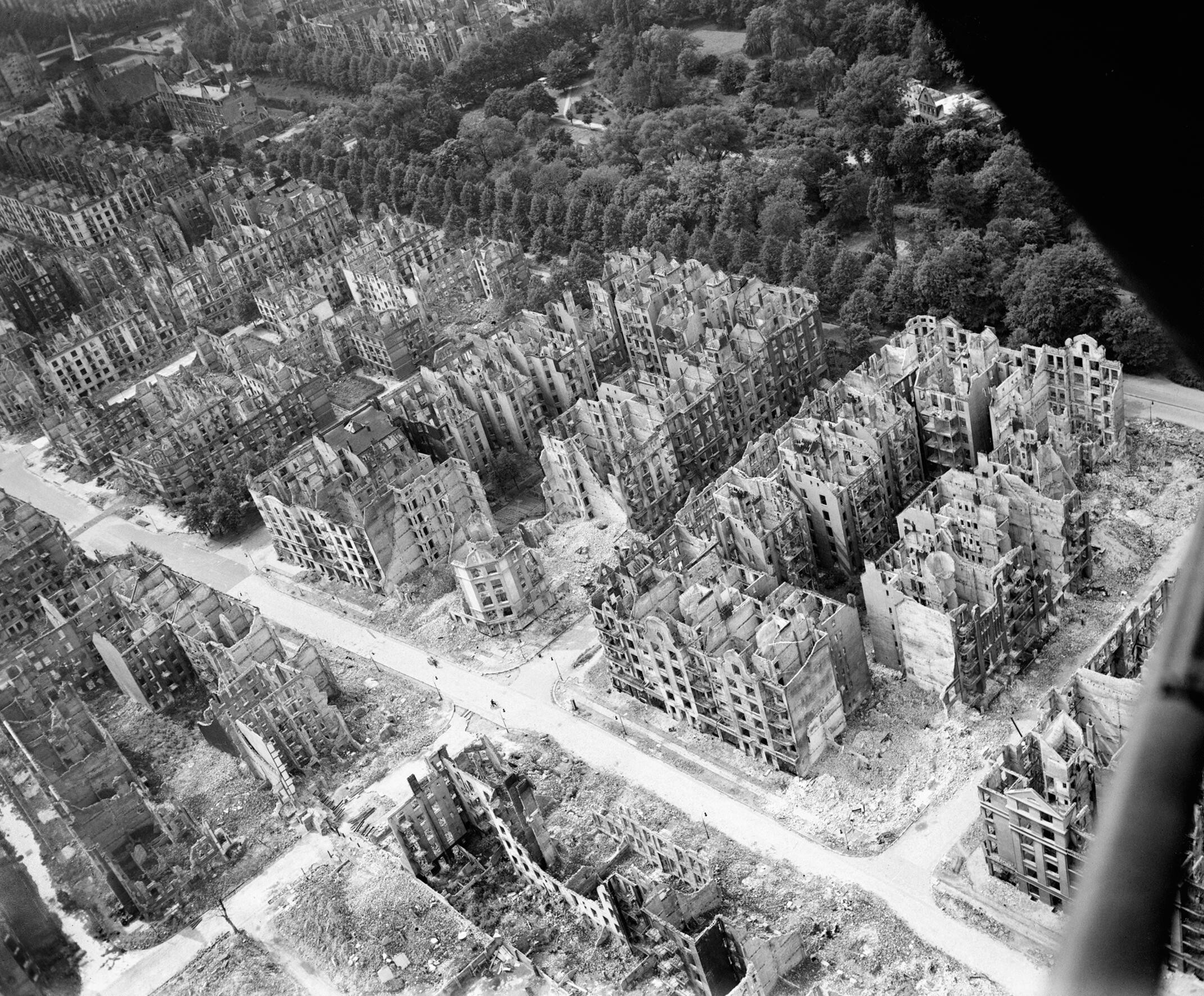
Foto aerea di Amburgo dopo i bombardamenti del 1943

Saefkow lasciò una moglie e due figlie.
Jacob lasciò la moglie Katharina, due figli, la figliastra Ursel Hochmuth (nata nel 1931) e la figlia Ilse (nata nel 1942). Jacob vide Ilse solo una volta, quando Katharina in viaggio con i figli si fermò a Berlino di nascosto per una notte. Il dottor Ursel Hochmuth, storico e scrittore, ha condotto ricerche sulla Resistenza tedesca per decenni e ha scritto diversi libri sull'argomento.
Bästlein lasciò la moglie Johanna e il figlio Bernt Henry Jürgen (nato nel 1932). Anche la moglie era comunista, dopo l'ascesa al potere dei nazisti nel 1933 dovettero lasciare la loro casa. Il marito fu arrestato e si trasferì con il figlio ad Amburgo dove si guadagnò da vivere come sarta. Nel 1943, Amburgo fu oggetto di gravi bombardamenti e a luglio persero di nuovo casa. Fu arrestata due volte e rilasciata per mancanza di prove. Scoprì dell'esecuzione del marito solo il 30 settembre 1944.

## Memoriali

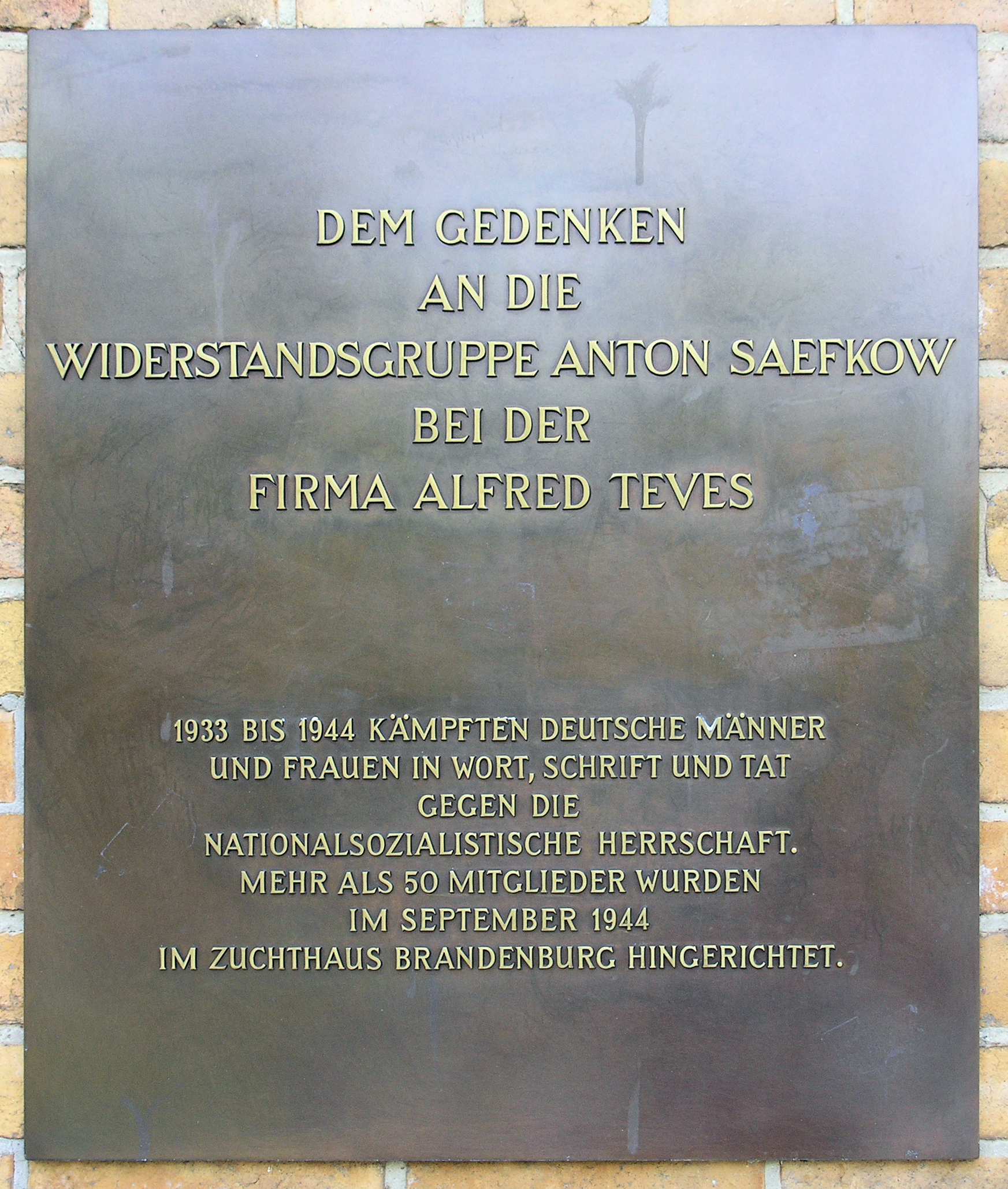
Targa commemorativa dell'Organizzazione Saefkow-Jacob-Bästlein a Berlino

La Repubblica Democratica Tedesca (DDR) emise dei francobolli commemorativi nel 1964 in occasione del 20° anniversario della morte di Saefkow, Jacob e Bästlein.
Una targa a Berlino onora il lavoro di Saefkow e di coloro che hanno collaborato con lui. La targa recita: "In memoria del gruppo di resistenza Anton Saefkow, presso l'azienda Alfred Teves. Dal 1933 al 1944, uomini e donne tedeschi hanno combattuto con parole e fatti contro il regime nazionalsocialista. Nel settembre 1944, più di 50 membri furono giustiziati nella prigione di Brandeburgo".
A Berlino ci sono strade intitolate sia a Bernhard Bästlein che a Franz Jacob e una piazza intitolata ad Anton Saefkow. C'è anche una strada intitolata a Saefkow a Prenzlauer Berg.
Ad Amburgo sono state poste delle pietre d'inciampo sia per Jacob che per Bästlein.